# Лале Андерсен
Лале Андерсен (нім. Lale Andersen; 23 березня 1905, Леге — 29 серпня 1972, Відень) — німецька співачка й авторка пісень, виконавиця знаменитої пісні «Лілі Марлен».

## Біографія
Будучи дочкою корабельного управителя, Лізелотта Гелена Берта Бунненберг (нім. Liese-Lotte Helene Berta Bunnenberg) народилась і виросла у Бремергафені. Ще в 17 років вона вийшла заміж за художника Пауля Ернста Вільке (1894—1971). У період з 1924 по 1929 рік у пари народилось троє дітей: Бйорн, Кармен-Літта та Міхаель.
1931 року, розійшовшись з чоловіком і залишивши у родичів трьох дітей, майбутня співачка вирушила в Берлін, де і взяла псевдонім Лале Андерсен. Тут вона вчилась у театральній студії і співала в кабаре.
У 1933—1937 роках Андерсен грала в цюрихському театрі, у цей період почалася її дружба з композитором Рольфом Ліберманом, що тривала до кінця життя Лале.

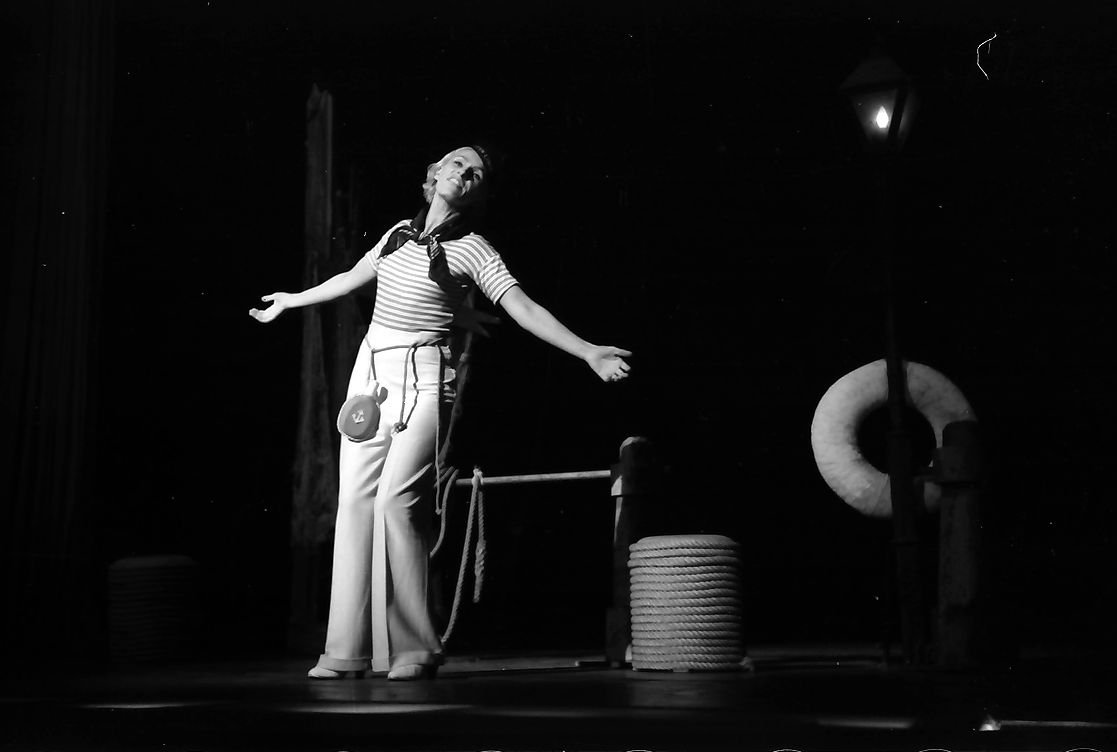
Лале Андерсен на сцені «Kabarett der Komiker». 1938 рік.

У 1938 році Андерсен працювала в мюнхенському кабаре «Сімпль», а з 1939 року в престижному берлінському «Kabarett der Komiker». Тут вона познайомилася з композитором Норбертом Шульце і почала виконувати його нову пісню «Лілі Марлен». З початком війни ця пісня здобула величезну популярність серед солдатів, причому не тільки німецьких. Було продано близько двох мільйонів записів і таким чином ця пісня стала першою в німецькій історії, що подолала позначку в мільйон проданих екземплярів.
Проте офіційна німецька пропаганда ставилася до співачки негативно, як через недостатню бадьорість її головного шедевра, так і через її близькість до Лібермана та інших німецьких і швейцарських музикантів єврейського походження. У певний період виконання «Лілі Марлен» навіть було офіційно заборонено в Німеччині, а Андерсен намагалася покінчити з собою.
Після закінчення Другої світової війни Андерсен на кілька років зникла зі сцени. Її повернення відбулося тільки в 1952 році, коли диск з її піснею «Синя ніч над гаванню» (нім. Die blaue Nacht am Hafen) на її власні слова став у Німеччині золотим. Представляла ФРН на конкурсі пісні Євробачення 1961 року, на якому посіла 13 місце. На той момент Андерсен було 56 років, і вона більше 45 років тримала рекорд найстаршого учасника Євробачення.

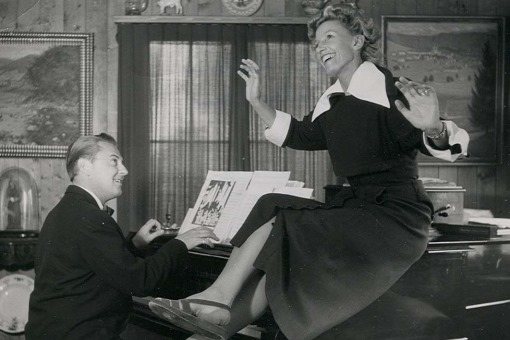
Лале Андерсен із своїм чоловіком Артуром Беулом. 1953 рік.

Аж до 1967 року Андерсен активно концертувала в Європі, США і Канаді. Потім, залишивши сцену, вона випустила дві книги спогадів: «Як стати акулою? Веселий путівник для всіх, хто хоче співати або складати шлягери» (нім. Wie werde ich Haifisch? – Ein heiterer Ratgeber für alle, die Schlager singen, texten oder komponieren wollen; 1969) і «У неба багато фарб» (нім. Der Himmel hat viele Farben; 1972).

## Дискографія
- 1939: Backboard ist links (Schiffsjungenlied) (слова Фреда Ендріката[de])
- 1939: Der Junge an der Reling
- 1939: Lili Marleen (перекладено на понад 48 мов; продажі понад 2 000 000[5])
- 1941: Es geht alles vorüber, es geht alles vorbei
- 1941: Unter der roten Laterne von St. Pauli
- 1949: Schäferlied (слова Петера Гакса[de])
- 1949: Die Fischer von Langeoog
- 1951: Blaue Nacht, o blaue Nacht am Hafen (ориг. Jealous Heart)
- 1951: Spiel’ mir eine alte Melodie (ориг. Simple Melody)
- 1952: Grüß mir das Meer und den Wind (ориг. Please, Mister Sun)
- 1953: Fernweh (пізніше перекладений для Петули Кларк як Helpless)
- 1953: Ich werd’ mich an den Jonny schon gewöhnen
- 1954: Kleine Nachtmusik (на тему Моцарта)
- 1958: Jan von Norderney
- 1958: Dreigroschenopersongs
- 1958: Die Dame von der Elbchaussee
- 1958: Hein Mück[de]
- 1959: Ein Schiff wird kommen[de] (ориг. Ta pedia tou Pirea / Never on Sunday; продаж понад 800 000[5])
- 1959: Blue Hawaii
- 1961: Einmal sehen wir uns wieder (Пісня-конкурсантка Євробачення 1961 року)
- 1961: Wenn du heimkommst (пізніше перекладена англійською мовою для Генка Локліна[en] під назвою Happy Journey)
- 1963: He, hast du Feuer, Seemann?
- 1963: Die kleine Bank im Alsterpark
- 1964: In Hamburg sind die Nächte lang (пізніше перекладена англійською мовою для The King Sisters[en] під назвою In Hamburg When the Nights Are Long)
- 1963: Mein Leben, meine Lieder (Musikalische Memoiren)
- 1964: Was ist ein Strand ohne Wind und Meer
- 1969: Der Rummelplatz am Hafen
- 1971: Geh’ nicht zurück aufs Meer (ориг. Ruby, Don't Take Your Love to Town)

## Фільмографія
- 1942: ГПУ
- 1952: Fritz und Friederike[de]
- 1953: Rote Rosen, rote Lippen, roter Wein[de]
- 1954: Sterne und Sternchen am Schlagerhimmel
- 1956: …wie einst Lili Marleen
- 1957: Gruß und Kuß vom Tegernsee[de]
- 1959—1972: Aktuelle Schaubude[de] (11 серій)
- 1961: Ein Berliner in Hamburg
- 1962: Hamburger Extrablätter (1 серія)
- 1962—1972: Haifischbar[de] (9 серій)
- 1966: Wer will's noch mal — Ein musikalisches Kaleidoskop
- 1966: Von uns — für Sie!
- 1968: Einer fehlt beim Kurkonzert[de]
- 1971: Der Pott
- 1971: Wochenspiegel (1 серія)